# بامرویل (کالیفرنیا)
بامرویل (به انگلیسی: Bummerville) یک منطقهٔ مسکونی در ایالات متحده آمریکا است که در شهرستان کالاوراس، کالیفرنیا واقع شده‌است. بامرویل ۸۹۸ متر بالاتر از سطح دریا واقع شده‌است.